# Temple Dongyue

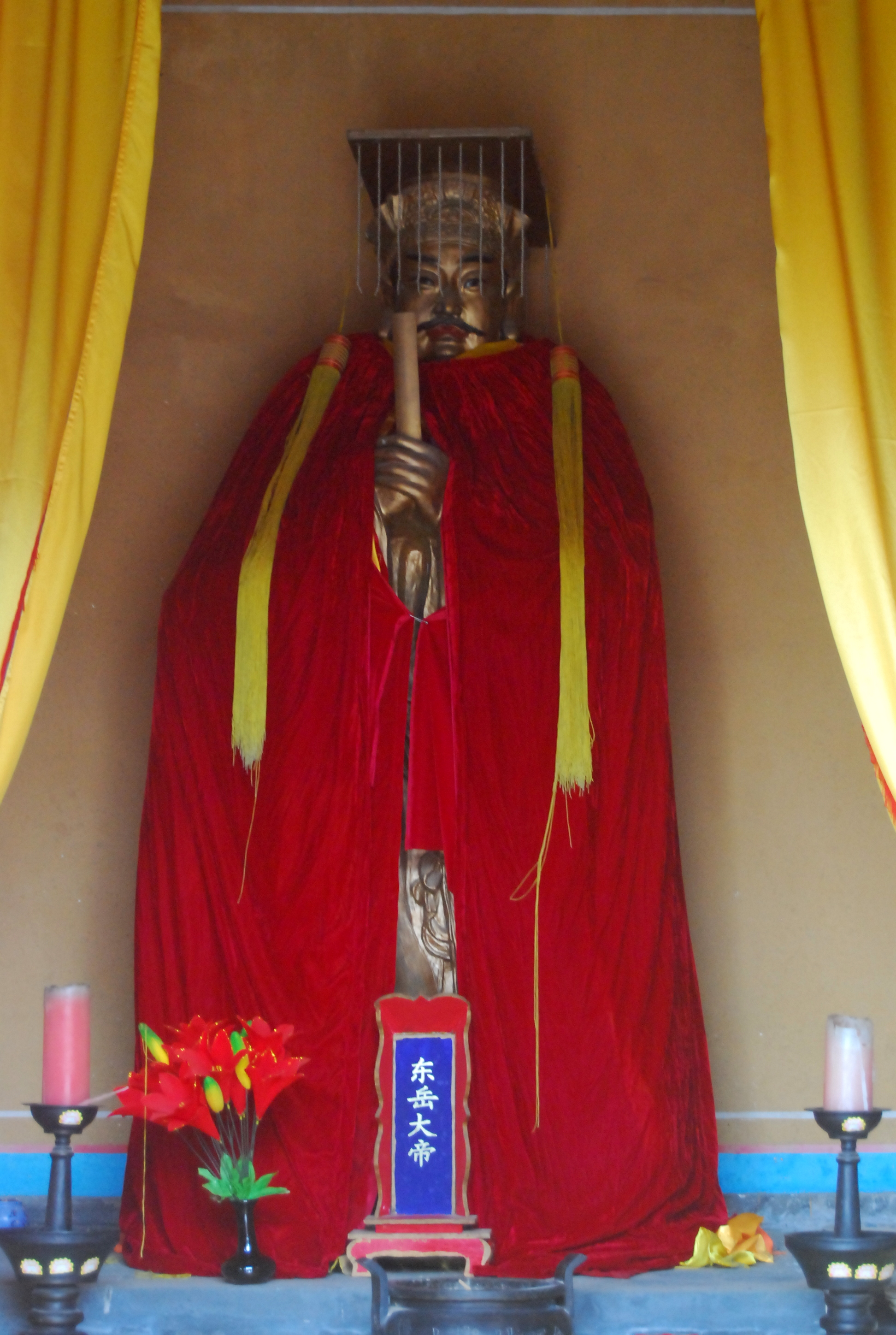
Statue de l'empereur du Pic de l'Est

Dongyue miao (chinois simplifié : 东岳庙 ; chinois traditionnel : 東岳廟 ; pinyin : dōngyuè miào ; litt. « temple du pic de l'Est ») est le nom d'un ensemble de temples taoïstes, consacré à la divinité du sommet de l'Est du Mont Tai (Taishan), Taian dans la province du Shandong. Cette divinité est appelée localement 东岳大帝 / 東岳大帝, dōngyuè dàdì, « Empereur du sommet de l'Est ».
Il en existe un à Taishan mais également dans d'autres régions de la Chine, comme le Monastère Dongyue de Jianou, dans la province du Fujian.